# Boris Wołodin
Boris Michajłowicz Wołodin (ros. Борис Михайлович Володин, ur. 21 sierpnia 1931 we wsi Pietrowskoje (obecnie Swietłograd)) – radziecki polityk i działacz partyjny, Bohater Pracy Socjalistycznej (1966).

## Życiorys
W 1953 ukończył studia na Wydziale Zootechnicznym Stawropolskiego Instytutu Rolniczego, pracował w przedsiębiorstwach rolnych Kraju Stawropolskiego, od 1955 członek KPZR. Od 1959 przewodniczący kołchozu, później był I sekretarzem rejonowego komitetu partyjnego, w październiku 1984 przeniósł się do pracy partyjnej w obwodzie rostowskim, od 15 października 1984 do 14 lutego 1986 był przewodniczącym Komitetu Wykonawczego Rady Obwodowej, a od 25 stycznia 1986 do 5 kwietnia 1990 I sekretarzem Komitetu Obwodowego KPZR w Rostowie nad Donem. W latach 1990–1991 I zastępca przewodniczącego Państwowego Komitetu Planowania (Gospłanu) ZSRR, następnie na emeryturze. W latach 1986–1990 członek KC KPZR, a między 1984 a 1989 deputowany do Rady Najwyższej ZSRR XI kadencji. W latach 1989–1991 deputowany ludowy ZSRR.

## Odznaczenia
- Medal Sierp i Młot Bohatera Pracy Socjalistycznej (30 kwietnia 1966)
- Order Lenina (30 kwietnia 1966)
- Order Rewolucji Październikowej (7 grudnia 1973)
- Order Czerwonego Sztandaru Pracy (dwukrotnie – 22 lutego 1978 i 12 marca 1982)
- Order „Znak Honoru” (dwukrotnie – 27 września 1957 i 27 sierpnia 1971)

I medale.